# Alfonso (Cavite)
Alfonso is een gemeente in de Filipijnse provincie Cavite. Bij de laatste census in 2007 had de gemeente bijna 48 duizend inwoners.

## Geografie

### Bestuurlijke indeling
Alfonso is onderverdeeld in de volgende 32 barangays:
| - Amuyong - Barangay I - Barangay II - Barangay III - Barangay IV - Barangay V - Buck Estate - Esperanza Ibaba - Kaytitinga I - Luksuhin - Mangas I | - Marahan I - Matagbak I - Pajo - Sikat - Sinaliw Malaki - Sinaliw na Munti - Sulsugin - Taywanak Ibaba - Taywanak Ilaya - Upli - Kaysuyo | - Luksuhin Ilaya - Palumlum - Bilog - Esperanza Ilaya - Kaytitinga II - Kaytitinga III - Mangas II - Marahan II - Matagbak II - Santa Teresa |

## Demografie
Alfonso had bij de census van 2007 een inwoneraantal van 47.973 mensen. Dit zijn 8.299 mensen (20,9%) meer dan bij de vorige census van 2000. De gemiddelde jaarlijkse groei komt daarmee uit op 2,65%, hetgeen hoger is dan het landelijk jaarlijks gemiddelde over deze periode (2,04%). Vergeleken met de census van 1995 is het aantal mensen met 13.360 (38,6%) toegenomen.

De bevolkingsdichtheid van Alfonso was ten tijde van de laatste census, met 47.973 inwoners op 66,58 km², 720,5 mensen per km².